# Parafia Narodzenia Najświętszej Maryi Panny we Włodarach
Parafia Narodzenia Najświętszej Maryi Panny we Włodarach – parafia rzymskokatolicka, znajdująca się w diecezji opolskiej, w dekanacie Skoroszyce.